# Ida Ørskov
Ida Ørskov (Copenhague, 8 de janeiro de 1922 – 10 de abril de 2007) foi uma médica e bacteriologista dinamarquesa.
Estudou medicina em Copenhague, obtendo o diploma em 1948. Durante o estudo conheceu Frits Ørskov (1922–2015), com quem casou em 1948. Seu marido era filho do chefe do Serum Institute em Copenhage, onde trabalhou durante seus estudos e em 1950 como assistente do International Salmonella Center. Em 1956 obteve um doutorado sobre klebsiella. Em sua tese demonstrou a troca de genes entre bactérias em hospitais. Trabalhou em colaboração com seu marido também com outras enterobactérias e dirigiu de 1964 a 1992 um centro para bactérias Escherichia coli. Em 1956/57 trabalhou no laboratório de Joshua Lederberg em Madison (Wisconsin) e depois trabalhou com seu laboratório na classificação de bactérias coli.
Publicou mais de 200 artigos científicos, a maior parte com seu marido. Ambos receberam o Prêmio Paul Ehrlich e Ludwig Darmstaedter de 1965. Recebeu em 1978 o Tagea Brandts Rejselegat.